# Lestyánszky Sándor
Lestyánszky Sándor (Ipolyság, 1848. október 19. – Budapest, Erzsébetváros, 1928. december 30.) földművelésügyi államtitkár.

## Életútja
Lestyánszky János és Serédy Renáta fia. Felesége Salkovszky Mária volt.
Jogot végzett és 1867-ben Hont vármegye tiszteletbeli esküdtje lett, 1872-ben ugyanott szolgabíróvá, 1875-ben első aljegyzőjévé, 1875-ben főjegyzőjévé, 1889-ben pedig a vármegye alispánjává választották. Eközben hadkötelezettségének is eleget tett és a honvédgyalogság tartalékában első osztályú századosig emelkedett. 1889-ben földművelésügyi miniszteri osztálytanácsossá nevezték ki. Még Hont vármegyében teljesített szolgálata alatt, 1882-ben, a Ferenc József-rend lovagkeresztjével és alispáni állásában a királyi tanácsosi címmel tüntették ki. A közszolgálat terén, valamint az állategészség ügy körül szerzett érdemei elismeréséül a Lipót-rend lovagkeresztjét, majd 1906-ban a Ferenc József-rend középkeresztjét nyerte. A földművelésügyi minisztériumnál való működése alatt minden tekintetben kiváló szolgálatokat teljesített. A mezőgazdaságról és a mezőrendőrségről szóló 1894. évi XII. törvénycikk végrehajtása alkalmával, valamint később az állategészségügyi adminisztráció rendezése, az állategészség ügy államosítása, legutóbb pedig a külállamokkal kötött állategészségügyi egyezmények létesítésénél elismerést szerzett. 1906. március 24-én a földművelésügyi minisztériumhoz államtitkárrá nevezték ki, mely méltóságról később lemondott.